# Новопетровское (Кугарчинский район)
Новопетровское (баш. Яңы Петровка) — село в Кугарчинском районе Республики Башкортостан Российской Федерации. Входит в состав Новопетровского сельсовета.

## География

### Географическое положение
Расстояние до:
- районного центра (Мраково): 15 км,
- центра сельсовета (Саиткулово): 8 км,
- ближайшей ж/д станции (Мелеуз): 82 км.

## Население
| 2002 | 2009 | 2010 |
| ---- | ---- | ---- |
| 257  | ↘220 | ↘201 |

Национальный состав
Согласно переписи 2002 года, преобладающая национальность — русские (73 %).